# چاتال‌پینار (یورغیر)
چاتال‌پینار (به ترکی استانبولی: Çatalpınar) یک منطقهٔ مسکونی در ترکیه است که در یورغیر واقع شده‌است.